# Javier Pinola
Javier Horacio Pinola (Olivos, 24 februari 1983) is een Argentijns voormalig voetballer die doorgaans speelde als linksback. Tussen 2000 en 2022 was hij actief voor Chacarita Juniors, Atlético Madrid B, Atlético Madrid, Racing Club, 1. FC Nürnberg, 1. FC Nürnberg, Rosario Central en River Plate. Pinola maakte in 2007 zijn debuut in het Argentijns voetbalelftal en kwam uiteindelijk tot twee interlandoptredens.

## Clubcarrière
Pinola speelde in de jeugd van Huracán Tres Arroyos en speelde in zijn vaderland voor Chacarita Juniors. In 2002 werd de linksback door Atlético Madrid naar Spanje gehaald. Gedurende twee jaar speelde hij vooral voor het belofteteam en hij werd verhuurd aan Racing Club en later aan 1. FC Nürnberg. Bij de Duitse club was hij gedurende twee jaar belangrijk en in de zomer van 2007 besloot de club hem definitief over te nemen van Atlético. Hij verlengde zijn verbintenis eerst tot medio 2013 en vervolgens opnieuw met twee jaar, tot 2015. Eind 2022 besloot Pinola op negendertigjarige leeftijd een punt te zetten achter zijn actieve loopbaan.

## Interlandcarrière
Pinola maakte op 4 juni 2007 zijn debuut in het Argentijns voetbalelftal, toen er met 3-4 gewonnen werd van Algerije. De verdediger mocht van bondscoach Alfio Basile in de basis beginnen en hij maakte de volledige negentig minuten vol. De andere Argentijnse debutanten dit duel waren Fernando Gago en Diego Milito.
| Interlands van Javier Pinola voor Argentinië | Interlands van Javier Pinola voor Argentinië | Interlands van Javier Pinola voor Argentinië | Interlands van Javier Pinola voor Argentinië | Interlands van Javier Pinola voor Argentinië | Interlands van Javier Pinola voor Argentinië |
| №                                            | Datum                                        | Wedstrijd                                    | Uitslag                                      | Soort wedstrijd                              | Doelpunten                                   |
| Als speler bij 1. FC Nürnberg                | Als speler bij 1. FC Nürnberg                | Als speler bij 1. FC Nürnberg                | Als speler bij 1. FC Nürnberg                | Als speler bij 1. FC Nürnberg                | Als speler bij 1. FC Nürnberg                |
| -------------------------------------------- | -------------------------------------------- | -------------------------------------------- | -------------------------------------------- | -------------------------------------------- | -------------------------------------------- |
| 1                                            | 4 juni 2007                                  | Algerije – Argentinië                        | 3 – 4                                        | Vriendschappelijk                            |                                              |
| Als speler bij Rosario Central               |                                              |                                              |                                              |                                              |                                              |
| 2                                            | 29 maart 2016                                | Argentinië – Bolivia                         | 2 – 0                                        | WK 2018 kwalificatie                         |                                              |